# Delia Fiallo
Delia Fiallo   (l'Havana, 4 de juliol de 1924 - Coral Gables, 29 de juny de 2021) va ser una escriptora i guionista de radionovel·les i telenovel·les cubana resident a Miami (Florida). Va produir obres televisives principalment a Veneçuela però també va escriure històries per a les televisions de l'Argentina, Perú, Puerto Rico, Brasil, Estats Units, Colòmbia i Mèxic.

## Biografia
Va ser una de les més destacades representants de la novel·la rosa contemporània, de diversos gèneres com es pot constatar a la seva producció literària. Va viure un temps a Veneçuela, on es van realitzar les seves majors produccions per a Venevisión i després Radio Caracas Televisión.
Per l'aportació que va donar al gènere del melodrama rosa en la dècada de 1970 i mitjan anys 1980 és considerada «mare de la telenovel·la llatinoamericana». Les seves telenovel·les han estat versionades amb els anys en diferents països i idiomes, que han donat gairebé un total de més vuitanta versions reeixides.
Va estudiar Filosofia i Lletres a l'Havana, i va doctorar-se el 1948. Va començar escrivint radionovel·les a l'Havana el 1949, sent la seva primera adaptació la telenovel·la Soraya, emesa a Cuba el 1957. Va marxar d'aquest país, amb la seva família, el 1966, en exili a la ciutat de Miami, lloc on va escriure gran part de les seves novel·les, encara que visitaria en diferents ocasions Veneçuela per a poder supervisar les produccions.
Gràcies al seu compatriota Enrique Cuscó va poder contactar amb els amos de Venevisión, cadena de televisió que va transmetre la seva primera telenovel·la al país, Lucecita el 1967.
L'última telenovel·la original escrita per Fiallo va ser Cristal el 1985. Segons deia ella mateixa, no visitava Veneçuela des de l'elecció del president Hugo Chávez el 1998.

## Telenovel·les

### Històries originals

#### Radionovel·les
- La señorita Elena
- Ligia Sandoval
- Soraya
- El ángel perverso
- Tu mundo y el mío
- La mujer que no podía amar
- Deshonrada
- Más fuerte que el odio
- Tu amor fue mi pecado
- Siempre te he querido

#### Telenovel·les
- Cristal - Veneçuela (1985-1986), amb Lupita Ferrer, Jeannette Rodríguez, Carlos Mata i Raúl Amundaray[11]
- Leonela i Miedo al amor - Veneçuela (1983-1984), amb Mayra Alejandra i Carlos Olivier
- Querida mamá - Veneçuela (1982), amb Hilda Carrero i Eduardo Serrano
- La heredera - Veneçuela (1981-1982), amb Hilda Carrero i Eduardo Serrano
- Mi mejor amiga - Veneçuela (1980-1981), amb Flor Núñez i Félix Loreto
- María del Mar - Veneçuela (1978), amb Chelo Rodríguez i Arnaldo André
- Rafaela - Veneçuela (1977), amb Chelo Rodríguez i Arnaldo André
- La Zulianita - Veneçuela (1976), amb Lupita Ferrer i José Bardina
- Mariana de la noche - Veneçuela (1975-1976), amb Lupita Ferrer i José Bardina
- Una muchacha llamada Milagros - Veneçuela (1973–1974), amb Rebeca González i José Bardina
- Peregrina - Veneçuela (1973) amb Rebeca González i José Bardina
- María Teresa - Veneçuela (1972) amb Lupita Ferrer i José Bardina
- Esmeralda - Veneçuela (1970-1971), amb Lupita Ferrer i José Bardina
- Lisa, mi amor - Veneçuela (1970), amb Marina Baura i José Bardina
- Bajo el cielo de Argelia - Cuba (1962)
- Hasta que la muerte nos separe - Cuba (1957)

### Adaptacions
- Pobre diabla - Argentina-Veneçuela (1990) amb Jeannette Rodríguez i Osvaldo Laport - Història original d'Alberto Migré
- Laura y Virginia - Veneçuela (1977), amb Mary Soliani, Alejandra Pinedo i Luis Abreu - Història original de Enrique Jarnes
- Cumbres borrascosas- Veneçuela (1976), amb Elluz Peraza i José Bardina - Història original d'Emily Brontë
- Mi hermana gemela - Veneçuela (1975), amb Lupita Ferrer i José Bardina - Història original de Delia González Márquez
- Doña Bárbara - Veneçuela (1967), amb Lupita Ferrer - Història original de Rómulo Gallegos

### Noves versions reescrites per ella mateixa
- Leonela, muriendo de amor (Leonela y Miedo al amor) - Perú (1997-1998), amb Mariana Levy i Diego Bertie
- Paloma (Tu mundo y el mío) - Colòmbia (1994-1995), amb Nelly Moreno i Edmundo Troya
- Kassandra (Peregrina) - Veneçuela (1992-1993), amb Coraima Torres i Osvaldo Ríos
- Lucerito (El ángel perverso) - Colòmbia (1992-1993), amb Linda Lucía Callejas i Guillermo Gálvez
- Estrellita mía (El ángel perverso) - Argentina (1987), amb Andrea del Boca i Ricardo Darín
- Atrévete (La señorita Elena) - Veneçuela (1986), amb Caridad Canelón i Pedro Lander
- Ligia Sandoval (Ligia Sandoval) - Veneçuela (1981), amb Lupita Ferrer i José Bardina (co-adaptada amb Ana Mercedes Escamez)
- Buenos días, Isabel (Lisa, mi amor) - Veneçuela (1980), amb Flor Núñez i José Bardina (co-adaptada junto a Ana Mercedes Escamez)
- Emilia (Tu mundo y el mío) - Veneçuela (1979–1980), amb Elluz Peraza i Eduardo Serrano (co-adaptada amb Ana Mercedes Escamez)
- La señorita Elena - Veneçuela (1975), amb Ada Riera i José Luis Rodríguez "El Puma" (co-adaptada amb Ana Mercedes Escamez)
- Lucecita (El ángel perverso) - Veneçuela (1972), amb Adita Rivera i Humberto García (co-adaptada amb Ana Mercedes Escamez)
- Rosario (Tu mundo y el mío) - Veneçuela (1968), amb Marina Baura i José Bardina
- La señorita Elena (La señorita Elena) - Veneçuela (1967), amb Marina Baura i José Bardina
- La mujer que no podia amar (La mujer que no podía amar) - Cuba
- Ligia Sandoval (Ligia Sandoval) - Cuba
- El ángel perverso (El ángel perverso) - Cuba
- Soraya, una flor en la tormenta (Soraya) - Cuba (1957), amb Gina Cabrera i Alberto González Rubio

### Noves versions reescrites per altres
- Sin tu mirada (Esmeralda) - Mèxic (2017-2018), amb Claudia Martín i Osvaldo de León – Adaptació de Gabriela Ortigoza
- Amor secreto (Lisa, mi amor) - Veneçuela (2015-2016), amb Alejandra Sandoval i Miguel de León – Adaptació de César Sierra
- Un refugio para el amor (La Zulianita) - Mèxic (2012), amb Zuria Vega i Gabriel Soto – Adaptació de Georgina Tinoco i Nora Alemán
- La que no podía amar (La mujer que no podía amar) - Mèxic (2011-2012), amb Ana Brenda Contreras, José Ron i Jorge Salinas - Adaptació de Ximena Suárez, Julián Aguilar i Janely Lee
- Rafaela (Rafaela) - Mèxic (2011), amb Scarlet Ortiz i Jorge Poza - Adaptació de Katia R. Estrada i Enna Márquez
- Triunfo del amor (Cristal) - Mèxic (2010-2011) amb Victoria Ruffo, Maite Perroni, William Levy i Osvaldo Ríos - Adaptació de Liliana Abud i Ricardo Fiallega
- Mar de amor (María del Mar) - Mèxic (2009-2010), amb Zuria Vega i Mario Cimarro - Adaptació d'Alberto Gómez i María Antonieta Gutiérrez
- Rosalinda (María Teresa) - Filipines (2009), amb Carla Abellana i Geoff Eigenmann
- Cuidado con el ángel (Fusió de Una muchacha llamada Milagros i Siempre te he querido) - Mèxic (2008-2009) amb Maite Perroni i William Levy - Adaptació de Carlos Romero, Tere Medina i Calú Gutiérrez
- Secretos del alma (Lisa, mi amor) - Mèxic (2008-2009), amb Ivonne Montero i Humberto Zurita - Adaptació de Luis Zelkowiks, Gerardo Cadena i Marisela González
- Cristal (Cristal) - Brasil (2006), amb Bete Coelho, Bianca Castanho, Dado Dolabella i Giuseppe Oristanio
- Peregrina (Peregrina) - Mèxic (2005-2006), amb África Zavala i Eduardo Capetillo - Adaptació de Carlos Romero i Tere Medina
- Esmeralda (Esmeralda) - Brasil (2004-2005), amb Bianca Castanho i Claudio Lins - Adaptació d'Henrique Zambelli i Rogério Garcia
- Mariana de la noche (Mariana de la noche) - Mèxic (2003-2004), amb Alejandra Barros i Jorge Salinas - Adaptació de Liliana Abud[12]
- Soledad (Querida mamá) - Perú (2001), amb Coraima Torres i Guillermo Pérez - Adaptació de Maritza Kirchhausen i Luis Felipe Alvarado
- Milagros (La heredera) - Perú (2000-2001), amb Sonya Smith i Roberto Mateos - Adaptació d'Enrique Moncloa i Giovanna Pollarolo
- Pobre diabla (Pobre diabla) - Perú (2000-2001) amb Angie Cepeda i Salvador del Solar - Adaptació de Ximena Suárez
- María Emilia, querida (Tu mundo y el mío) - Perú (1999-2000), amb Coraima Torres i Juan Soler - Adaptació de Ximena Suárez
- Rosalinda (María Teresa) - Mèxic (1999), amb Thalía i Fernando Carrillo - Adaptació de Carlos Romero, Kary Fajer i Liliana Abud
- El privilegio de amar (Cristal) - Mèxic (1998-1999) amb Helena Rojo, Adela Noriega, René Strickler i Andrés García - Adaptació de Liliana Abud
- Luz María (El ángel perverso) - Perú (1998-1999), amb Angie Cepeda i Christian Meier - Adaptació de Maritza Kirchhausen i Luis Felipe Alvarado[13]
- Vivo por Elena (La señorita Elena) - Mèxic (1998), amb Victoria Ruffo i Saúl Lisazo - Adaptació de Marcia del Río
- Esmeralda (Esmeralda) - Mèxic (1997), amb Leticia Calderón i Fernando Colunga - Adaptació de Georgina Tinoco, Dolores Ortega i Luz Orlín
- Todo por tu amor (Ligia Sandoval) - Veneçuela (1997), amb Jeannette Rodríguez i Jean Carlo Simancas - Adaptació d'Alberto Gómez
- Te sigo amando (La mujer que no podía amar) - Mèxic (1996-1997), amb Claudia Ramírez, Luis José Santander i Sergio Goyri - Adaptació de René Muñoz
- Morelia (La Zulianita) - Mèxic-EUA. (1994-1995), amb Alpha Acosta i Arturo Peniche - Adaptació de Ximena Suárez
- Alejandra (Rafaela) - Veneçuela (1994), amb María Conchita Alonso i Jorge Schubert
- Guadalupe (La heredera) - EUA-Espanya (1993-1994), amb Adela Noriega i Eduardo Yáñez - Adaptació de Tabaré Pérez i Isamar Hernández
- Rosangélica (María Teresa) - Veneçuela (1993), amb Sonya Smith i Víctor Cámara - Adaptació d'Alicia Barrios
- Marielena (Querida mamá) - EUA-Espanya (1992-1993), amb Lucía Méndez i Eduardo Yáñez - Adaptació de Tabaré Pérez i Isamar Hernández
- Bellísima (Cristal) - Veneçuela (1991-1992), amb Emma Rabbe, Víctor Cámara, i Nancy González - Adaptació de Valentina Párraga
- Inés Duarte, secretaria (Lisa, mi amor) - Veneçuela (1990-1991), amb Amanda Gutiérrez i Víctor Cámara - Adaptació de Alicia Barrios
- Adorable Mónica (La heredera) - Veneçuela (1990-1991), amb Emma Rabbe i Guillermo Dávila - Adaptació d'Irene Calcaño i Milagros del Valle
- Segona part de Gardenia - Veneçuela (1990) (Tu mundo y el mío), amb Caridad Canelón i Orlando Urdaneta - Adaptació de Leonardo Padrón
- Fabiola (Tu mundo y el mío) - Veneçuela (1989-1990), amb Alba Roversi i Guillermo Dávila - Adaptació d'Ana Mercedes Escámez
- Maribel (La Zulianita) - Veneçuela (1989), amb Tatiana Capote i Luis José Santander - Adaptació d'Ana Mercedes Escámez
- Selva María (Mariana de la noche) - Veneçuela (1988), amb Mariela Alcalá i Franklin Virgüez - Adaptació de Gustavo Michelena
- Primavera (María Teresa) - Veneçuela (1988), amb Gigi Zanchetta i Fernando Carrillo - Adaptació de Vivel Nouel
- La muchacha del circo (Peregrina) - Veneçuela (1988), amb Catherine Fulop i Fernando Carrillo
- Roberta (Rafaela) - Veneçuela (1987), amb Tatiana Capote i Henry Zakka
- Mi amada Beatriz (Una muchacha llamada Milagros) - Veneçuela (1987-1988) amb Catherine Fulop i Miguel Alcántara - Adaptació de Benilde Ávila
- Tu mundo y el mío (Tu mundo y el mío) - Argentina (1987-1988), amb Nohely Arteaga i Daniel Guerrero - Adaptació d'Alberto Giarrocco
- Monte calvario (La mujer que no podía amar) - Mèxic (1986), amb Edith González, Arturo Peniche i José Alonso - Adaptació de Carlos Romero
- María de nadie (La Zulianita) - Argentina (1985-1986), amb Grecia Colmenares i Jorge Martínez - Adaptació de Federico Pagano
- Topacio (Esmeralda) - Veneçuela (1985), amb Grecia Colmenares i Víctor Cámara - Adaptació d'Ana Mercedes Escámez, Milagros del Valle i Benilde Ávila
- Virginia (El ángel perverso) - Veneçuela (1983-1984), amb Alba Roversi i Miguel Ángel Landa
- Marta y Javier (Siempre te he querido) - Veneçuela (1983), amb Mayra Alejandra i Carlos Olivier - Adaptació de Ligia Lezama
- Mi querida Silvia (Soraya) - Puerto Rico (1978), amb Marilyn Pupo i Daniel Lugo
- Lucecita (El ángel perverso) - Espanya (Pel·lícula) (1976), amb Analia Gadé i Juan Luis Galiardo
- Lucecita (El ángel perverso) - Espanya (Radionovel·la) (1974-1975), amb Mari Carmen Hernández i Manolo Otero - Adaptació de Kiko Hernández
- Estrellita, esa pobre campesina (El ángel perverso) - Argentina (1968), amb Marta González i Germán Krauss
- Lucecita (El ángel perverso) - Veneçuela (1967-1968), amb Marina Baura i José Bardina - Adaptació de Ligia Lezama